# Sokolovce
Sokolovce este o comună slovacă, aflată în districtul Piešťany din regiunea Trnava. Localitatea se află la altitudinea de 160 m deasupra n.m., se întinde pe o suprafață de 6,57 km2 și în 2017 număra 1.310 locuitori.

## Istoric
Localitatea Sokolovce este atestată documentar din 1293.

## Demografie
| An:                | 1994 | 2004   | 2014    | 2024   |
| ------------------ | ---- | ------ | ------- | ------ |
| Număr de persoane: | 1124 | 1168   | 1292    | 1401   |
| Diferență:         |      | +3,91% | +10,61% | +8,43% |

| An:                | 2023 | 2024   |
| ------------------ | ---- | ------ |
| Număr de persoane: | 1402 | 1401   |
| Diferență:         |      | −0,07% |